# Cosînzeana (revistă)

Cosînzeana a fost o revistă literară ilustrată întemeiată de Sebastian Bornemisa, în calitate de proprietar și editor, care a apărut în două etape: 15 octombrie 1911 - 12 februarie 1915 la Orăștie și 1 ianuarie 1922 - 12 februarie 1928 la Cluj. Revista a avut inițial o apariție bilunară, iar din ianuarie 1912 o apariție săptămânală.
Nicolae Iorga scria în „Neamul Românesc“ literar din 23 octombrie 1911 următoarele:
Vechea „Familie“ reapare întinerită, în eleganta foaie literară ilustrată „Cosinzeana“, pe care începe a o publica la Orăștie întreprinzătorul tînăr Sebastian Bornemisa. Are materie bună și felurită, și nici o pretenție. Așa să rămâie și să aibă noroc.
Publicația cu profil cultural „Cosînzeana” a fost cea mai receptivă revistă la noul stil Secession, având cel mai bogat repertoriu ornamental și cele mai multe știri referitoare la evenimentele din lumea artelor frumoase. Redactorul-șef, Sebastian Bornemisa, a strâns în jurul său nume de prestigiu ale culturii naționale, preocupat fiind atât de conținutul publicației, cât și de aspectul său estetic. În decursul celor cinci ani de apariție, este evidentă evoluția sa sub aspect grafic, începând cu realizarea copertelor, cu diversitatea ornamentală și calitatea materialului ilustrativ. Unul dintre realizatorii ilustrației a fost Florian Mureșan, profesor de desen la Gimnaziul din Nagyszombat care a desenat întreg alfabetul de inițiale, cu motive românești, originale, foarte
frumoase.
Printre colaboratorii de seamă ai revistei s-au numărat Ion Agârbiceanu, Aron Cotruș, Liviu Rebreanu, Nicolae Iorga , Mihail Sadoveanu,  Zaharia Bîrsan, Alexandru Ciura, Aurel Zegreanu etc.
Poezia publicată în paginile ziarului este semnată de V. Eftimu, H. Frollo, Ada Nagy, M. Săulescu, C.S. Făgețel, Al. George, O. Hulea, Vioara din Bihor, E. Parago, G. Năsturaș, proza de Al. Cazabanu, Al. Ciurea, J. Barth. Critica literară e reprezentată de G.S. Făgețel, Al. Ciurea, H. Stanal, Radu S. Dragnea. Consistentă este istoria literară fiind concentrate operele lui S. Bărnuțiu, A.D.Xenopol, Pompiliu Eliade, G. Barițiu. Sunt consacrate articole pe probleme sociale importante: Revoluția de la 1848, Unirea Principatelor, Războiul pentru Independență etc.
În 1922, Ion Agârbiceanu a publicat în revista Cosînzeana din Cluj povestirea Piciorul de lemn, prima formă a romanului Stana.

## Reluări de titlu
În 1990 a apărut revista Cosânzeana, fondată de Andrei Hegedüs și editată de Școala de Arte și Meserii „Sfânta Maria” în colaborare cu cotidianul Mesagerul de Bistrița-Năsăud inițial un număr pe an, ulterior două.